# دربار (هندی)

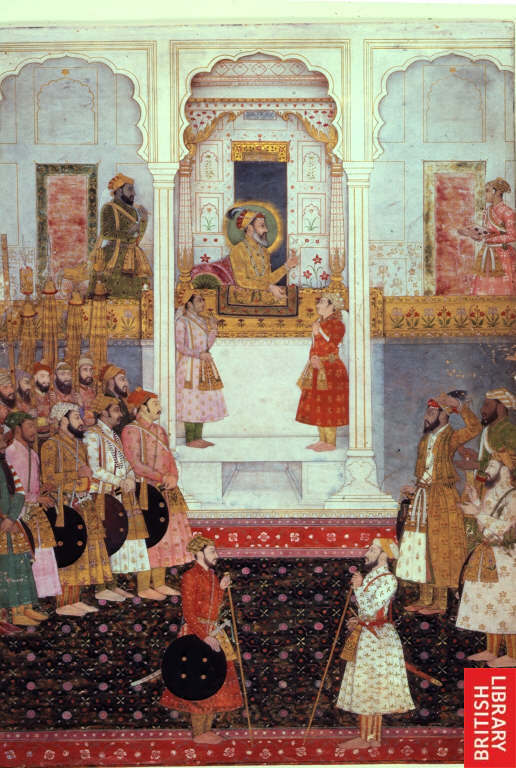
امپراتور شاه جهان و شاهزاده اورنگ‌زیب در دربار گورگانی، ۱۶۵۰م

دربار (به انگلیسی: Durbar)، به معنای دربار پادشاهان یا فرمانروایان و یا نشستی است که پادشاه در امور کشوری گفتگو و رایزنی می‌کند.
پرآوازه‌ترین دربارها به امپراتوران و پادشاهان هند تعلق داشتند. در شمال هند، شهرهای مانند اودی‌پور، جایپور، جوداپور، جیسلمیر و آگره دارای کاخ‌هایی هستند که با تالارهای باشکوه آراسته شده‌اند. امپراتور گورکانی اکبر شاه دو تالار داشت، یکی برای وزیرانش و دیگری برای همگان. معمولاً تالار دربارها با بهترین مواد و مصالح در دسترس در آن زمان آذین‌بندی و آراسته می‌شدند.
در جنوب هند کاخ میسور چنین تالارهایی داشت، به ویژه تالار طاووس آن شیشه‌های رنگی زیبا دارد. همچنین تالار دربار در خلوت مبارک شهر حیدرآباد.
در هند امروزی زیر گنبد اصلی کاخ ریاست‌جمهوری هند (راستراپاتی بهاوان) تالار دربار بزرگ جای گرفته است که بسیاری از کارکردهای دولتی به ریاست رئیس‌جمهور هند در آنجا برگزار می‌شود.

## بن‌مایه
- مشارکت‌کنندگان ویکی‌پدیا. «Durbar (court)». در دانشنامهٔ ویکی‌پدیای انگلیسی، بازبینی‌شده در ۲۴ نوامبر ۲۰۲۰.